# Loren Cunningham
Loren Duane Cunningham (30 de junho de 1935 - 6 de outubro de 2023) foi um missionário estadunidense fundador da organização missionária cristã internacional Youth With A Mission (YWAM ou JOCUM, no Brasil) e da University of the Nations. Cunningham fundou a YWAM em 1960, com sua esposa, Darlene Cunningham, aos 24 anos de idade. Em 1970, a organização adquiriu sua primeira sede permanente, em Lausanne, Suíça. Os Cunningham residiam em Kona, Havaí, e eram membros da Equipe de Liderança Global da YWAM.

## Vida pregressa
Loren Cunningham nasceu em 30 de junho de 1935, na cidade petrolífera de Taft, Califórnia.

## Ministério

### Youth With A Mission
Enquanto viajava pelas Bahamas em 1956, como parte de um quarteto gospel, Cunningham afirma ter tido uma visão. Nesta visão, ele descreveu ondas quebrando nas costas dos continentes num mapa mundial, eventualmente crescendo cada vez mais, cobrindo toda a massa terrestre. Ele afirmou que as ondas nesta visão se transformaram em jovens cobrindo os continentes, falando às pessoas sobre a sua fé. Esta visão inspiraria o início da Youth With A Mission quatro anos depois, como um movimento que proporciona oportunidades missionárias para jovens cristãos após o ensino médio, independentemente da sua denominação.
Cunningham e sua esposa continuaram a ter influência na liderança da YWAM Internacional, detendo o título de Fundadores da Missão. Eles eram membros da Equipe de Liderança Global do YWAM e conselheiros da liderança da Equipe 3 da YWAM Internacional.

### Universidade das Nações
Em 1978, Cunnigham cofundou a University of the Nations (Universidade das Nações) em Kailua-Kona, Havaí, com Howard Malmstadt.

### Mandato dos Sete Montes
Em 1975, ao lado de Bill Bright, Cunningham desenvolveu uma estratégia para colocar os "sete montes" (ou montanhas) da vida social, sob o controle de cristãos. Estes sete montes seriam religião, família, educação, governo, meios de comunicação, artes e entretenimento e negócios.
A ideia foi popularizada posteriormente por outros evangélicos, como o pastor Bill Johnson, tornando-se o Mandato dos Sete Montes. Através desta base teológica, houve uma grande adesão de neopentecostais à campanha presidencial de Donald Trump, o qual parecia comprometido com seus fundamentos. Cunningham, todavia, declarava que seu interesse não era em política, mas apenas no evangelismo.

## Morte
Loren Cunningham morreu em 6 de outubro de 2023, aos 88 anos, em sua casa em Kailua-Kona, Havaí.